# اموبی اوکوگو
اموبی اوکوگو (انگلیسی: Amobi Okugo؛ زادهٔ ۱۳ مارس ۱۹۹۱) بازیکن فوتبال اهل ایالات متحده آمریکا است.
از باشگاه‌هایی که در آن بازی کرده‌است می‌توان به باشگاه فوتبال اورلاندو سیتی، باشگاه فوتبال اسپورتینگ کانزاس‌سیتی، و فیلادلفیا یونیون اشاره کرد.
وی همچنین در تیم‌های ملی فوتبال United States men's national under-17 soccer team, United States men's national under-20 soccer team، و United States men's national under-23 soccer team بازی کرده‌است.